# Kislévárd
Kislévárd (szlovákul Malé Leváre, németül Klein-Schützen) község Szlovákiában, a Pozsonyi kerületben, a Malackai járásban.

## Fekvése
Malackától 10 km-re északnyugatra fekszik.

## Története
A község területén már ősidők óta éltek emberek, egykori réz használati tárgyak tömegesen kerültek elő határából.
A honfoglalás után határvédő íjászok által lakott település volt. Nevének elsődleges alakja valószínűleg Kislő volt, névelőtagja Nagylévárdtól különbözteti meg. Első írásos említése 1377-ben „Kislew” alakban történik, amikor a detrekői váruradalomhoz tartozott. Később „Lewary Minor” és „Twdestorff” alakban is előfordul. Középkori birtokosa a Hontpázmány nemzetség, majd a Szentgyörgyi és Bazini grófok tulajdonában állt. A 16. században Serédy Gáspár a birtokosa, majd Eckhardt Salm generális, a Fugger család, Balassa Menyhért, végül a Pálffyak. Lakói korábban mezőgazdasággal, halászattal foglalkoztak. A habánok betelepülése után a kézművesipar, főként a fazekasság lendült fel. A 16. és 17. században a vidék fazekasságának központja volt, ekkor már a stomfai uradalom része.
Vályi András szerint „Kis, és Nagy Lévárd. Két tót falu Posony Várm. Kis Lévárdnak földes Ura G. Pálfy Uraság, Nagy Lévárdnak pedig G. Károlyi, és Kollonics Uraságok, ennek harmintzadgya, és Ispotállya is vagyon, lakosai katolikusok, és evangelikusok, Kis Lévárd, Nagy Lévárdnak filiája, fekszenek sík helyen, ’s némelly lakosai híres kés vasakat készítenek, határbéli földgyeik csekély termékenységüek, rozsot, és árpát teremnek, erdejek, réttyek, ’s legelőjök van, szőlejek nints.”
Fényes Elek geográfiai szótárában „Lévárd (Kis), Klein-Schüczen, Male Levare, tót f., Pozson vmegyében, Nagy-Lévárdhoz 1/2 óra: 1113 kath., 19 zsidó lak., kath. paroch. templommal, róna homokos határral, halastóval, erdővel. F. u. h. Pálffy.”  Archiválva 2007. szeptember 27-i dátummal a Wayback Machine-ben
A trianoni békeszerződésig Pozsony vármegye Malackai járásához tartozott.

## Népessége
| Év:            | 1994. | 2004.    | 2014.   | 2024.    |
| -------------- | ----- | -------- | ------- | -------- |
| Emberek száma: | 986   | 1097     | 1178    | 1819     |
| Eltérés:       |       | +11,25 % | +7,38 % | +54,41 % |

| Év:            | 2023. | 2024.   |
| -------------- | ----- | ------- |
| Emberek száma: | 1772  | 1819    |
| Eltérés:       |       | +2,65 % |

1910-ben 1675, túlnyomórészt szlovák lakosa volt.
2011-ben 1151 lakosából 1103 szlovák.

## Nevezetességei
- A Nagyboldogasszony tiszteletére szentelt római katolikus temploma 1654-ben épült barokk stílusban.
- Szent Rókus-kápolna
- A határában fekvő Rudavai víztározó a horgászok kedvelt helyévé teszi.

## Külső hivatkozások
- Hivatalos oldal
- A község a Malackai kistérség honlapján (szlovákul)
- Községinfó
- Kislévárd Szlovákia térképén
- Travelatlas.sk
- E-obce.sk Archiválva 2008. szeptember 16-i dátummal a Wayback Machine-ben